# Kenta Tanno
Kenta Tanno (jap. 丹野 研太, Tanno Kenta; * 30. August 1986 in Sendai, Präfektur Miyagi) ist ein japanischer Fußballspieler.

## Karriere
Kenta Tanno erlernte das Fußballspielen in der Jugendmannschaft vom FC Miyagi Barcelona. Seinen ersten Vertrag unterschrieb er 2005 bei Cerezo Osaka. Der Verein aus Osaka spielte in der höchsten Liga des Landes, der J1 League. Ende 2006 musste er mit dem Club den Weg in die Zweitklassigkeit antreten. Von Juni 2007 bis Januar 2008 wurde er an V-Varen Nagasaki aus Nagasaki ausgeliehen. Ōita Trinita lieh ihn von Mitte 2011 bis Ende 2013 aus. Mit dem Club aus Ōita spielte er 2011 und 2012 in der zweiten Liga, der J2 League. 2013 spielte er mit dem Club in der ersten Liga. 2014 kehrte er nach der Ausleihe nach Osaka zurück. Die Saison 2018 und 2019 spielte er in der zweiten Mannschaft von Osaka in der dritten Liga, der J3 League. Nach Vertragsende in Osaka wechselte er 2020 zum Erstligisten Kawasaki Frontale nach Kawasaki. 2020 und 2021 feierte er mit Frontale die japanische Meisterschaft. Den Emperor’s Cup gewann er 2020, den Supercup 2021. Nach drei Spielzeiten verließ er den Verein und schloss sich im Januar 2023 dem Drittligisten Iwate Grulla Morioka an. Nach einer Spielzeit, in der er 38 Ligaspiele bestritt, wechselt er im Januar 2024 nach Utsunomiya zum Zweitligisten Tochigi SC. Am Ende der Saison 2024 belegte er mit Tochigi den 18. Tabellenplatz und musste somit in die dritte Liga absteigen.

## Erfolge
Cerezo Osaka
- Japanischer Ligapokalsieger: 2017
- Japanischer Pokalsieger: 2017
- Japanischer Supercup-Sieger: 2018

Kawasaki Frontale
- Japanischer Meister: 2020, 2021
- Japanischer Pokalsieger: 2020
- Japanischer Supercup-Sieger: 2021